# 슐레지엔 대관구
슐레지엔 대관구(독일어: Gau Schlesien)는 1933년부터 1941년까지 프로이센의 슐레지엔 주에 있었던 나치 독일의 대관구였다. 그 이전인 1926년부터 1933년까지는 나치당의 지역 조직 구분 중 하나였다. 1941년 슐레지엔 대관구는 니더슐레지엔 대관구와 오버슐레지엔 대관구 2개로 분리되었다. 제2차 세계 대전 이후 이 대관구의 영토 대부분은 폴란드의 일부가 되었으며, 동쪽 끄트머리 일부 지역은 동독의 영역이 되었다.

## 역사
원래 나치의 대관구(Gau) 조직은 1926년 5월 22일 나치당 회의에서 지역당 조직 구조 개선을 목적으로 창립한 구역이었다. 이후 1933년 나치가 독일의 권력을 장악하면서 독일의 주 단위 행정구역이 당의 대관구 행정구역으로 대체되었다.
각 대관구를 지휘하는 대관구지휘자는 점점 더 권력이 세지면서 제2차 세계 대전 이후에는 외부에서 거의 간섭을 받지 않았다. 지역 대관구지휘자는 정당 행정 뿐 아니라 정부 직책에도 관여하여 선전 감시 등 다양한 작전을 수행했으며, 1944년 9월 이후에는 국민돌격대 소집과 각 대관구 방어작전 역할도 맡았다.
슐레지엔 대관구의 대관구지휘자는 1926년부터 1934년까지 헬무트 브뤼크너, 1934년부터 1941년까지 요제프 바그너가 맡았다. 브뤼크너는 장검의 밤 사건으로 숙청되어 나치당에서 쫓겨나고 모든 공직에도 박탈당했다. 그는 전후 소련의 포로가 되었다가 사망했다. 2대 대관구지휘자인 요제프 바그너는 남베스트팔렌 대관구의 대관구지휘자도 맡았으나 1941년 나치당 내 문제를 일으켜 모든 공직에 해임하고 나치당에 추방당했다. 1944년 게슈타포에게 체포되었으며 1945년 5월 알 수 없는 이유로 사망하였다.

## 같이 보기
- 슐레지엔 대관구리가 - 1933년부터 1941년까지 대관구 내 최고 축구 리그